# Etymologische Liste der Währungsnamen

Joachimsthaler, Namensgeber für Taler und Dollar

Kürzel (hervorgegangen aus „lb“) für das Gewichtsmaß Pfund

Die Währung gehört(e) wie auch die Flagge zur Identität eines Staates und nimmt deshalb oft Bezug auf die Geschichte des jeweiligen Staatswesens. Oft werden aber auch die Währungsnamen anderer Länder übernommen, was erklärt, wie aus dem Joachimsthaler, benannt nach Joachimsthal in Böhmen, die Währungsbezeichnung Dollar wurde, die sowohl in Amerika als auch in Afrika und Asien weit verbreitet ist.

## Währungssymbole
Auch die für viele Währungen charakteristischen Abkürzungen oder Währungssymbole haben ihre Geschichte:
- £ für die Währungen Pfund und Lira: Das Zeichen £ stammt vom Buchstaben L ab und leitet sich vom lateinischen libra (= Pfund) her. Die Gewichtseinheit wurde auch zum Wiegen von Edelmetall genutzt und wurde so zur Währungseinheit.
- $ für eine ganze Reihe von Währungen, u. a. den US-Dollar: Das Dollar-Zeichen wurde ursprünglich für den spanischen bezw. mexikanischen Dollar (Piaster) verwendet. Von Mexiko aus wurde es mit der Einführung der US-Währung in den 1780er und 1790er Jahren von den Vereinigten Staaten ebenso wie das Wort „Dollar“ (Die mexikanische Währung wurde im amerikanisch-englischen Sprachgebrauch „Spanish Dollar“, also „spanischer Taler“ genannt) übernommen.
- ¥ für Yen und Yuan: Es gibt auch die Variante Ұ mit nur einem Querstrich. Das chinesische Schriftzeichen 元 (yüan) hat ebenfalls zwei Querstriche, während das japanische Zeichen für Yen 円 (en) eine völlig andere Form, aber wiederum zwei Querstriche hat.
- € für Euro: Das Euro-Zeichen soll auf einem 1974 als Studie geschaffenen Entwurf des ehemaligen Chefgrafikers der Europäischen Gemeinschaft, Arthur Eisenmenger, basieren. Laut Europäischer Kommission erinnert es an den griechischen Buchstaben Epsilon (ε) und damit an den antiken Ursprung Europas. Die zwei geraden Striche stehen für die Stabilität des Euro und des europäischen Wirtschaftsraums.

## A
| Währung | Verbreitung             | Bedeutung / Herkunft |
| ------- | ----------------------- | --- |
| Afghani | Afghanistan             | Afghani ist eigentlich die Bezeichnung für die Bewohner Afghanistans. |
| Ariary  | Madagaskar              | Der Ariary löste 2005 den bisherigen Franc Malagasy ab. Vor der Kolonisierung des Landes durch Frankreich war der Ariary schon einmal der Begriff für die offizielle Währungseinheit, ein Name, der im Alltagsgebrauch stets weiter verwendet wurde. Der Name leitet sich über das Arabische الرِيَال (ar-riyāl) vom spanischen Real ab. |
| Austral | historisch: Argentinien | Die ehemalige, von 1985 bis 1991 existierende, argentinische Währung ₳ leitete ihren Namen von dem lateinischen Wort „australis“ (= südlich) her. |

## B
| Währung   | Verbreitung | Bedeutung / Herkunft |
| --------- | ----------- | --- |
| Baht      | Thailand    | Ein Baht (in Thai: บาท; Währungssymbol: ฿) ist unterteilt in 100 Satang (in Thai: สตางค์); 25 Satang sind ein Salüng. Eigentlich ist Baht die Bezeichnung für eine traditionelle Gewichtseinheit (1 Baht = 15,16 g), mit der Goldgewicht noch heute im thailändischen Handel gemessen wird. |
| Balboa    | Panama      | Der Balboa ist benannt nach dem spanischen Konquistador Vasco Núñez de Balboa, der an der Westküste Panamas als erster Europäer den Pazifik erreichte. |
| Birr      | Äthiopien   | Der Birr (amharisch ብር, eigentl. „Silber“) wurde unter Kaiser Menelik II. im Jahr 1894 eingeführt. |
| Boliviano | Bolivien    | Der Boliviano wurde 1987 eingeführt und ersetzte im Umtauschverhältnis von 1:1.000.000 den bisherigen Peso boliviano, der beinahe wertlos geworden war. In der Umgangssprache wird der Boliviano gelegentlich immer noch Peso genannt.                                                     |

## C
| Währung     | Verbreitung            | Bedeutung / Herkunft |
| ----------- | ---------------------- | --- |
| Cedi        | Ghana                  | Cedi (GHC) ist seit 1965 die Währungseinheit des Staates Ghana. Der Name ist abgeleitet von dem Wort sedie (Kauri), dem von den Küstenstämmen benutzten vormünzlichen Kaurigeld.                                                            |
| Colón       | Costa Rica El Salvador | Der Colón wurde 1897 in Costa Rica eingeführt und löste den Peso ab. Colón ist die spanische Version des Familiennamens von Christoph Kolumbus (italienisch Cristoforo Colombo, spanisch Cristóbal Colón, portugiesisch Cristovão Colombo). |
| Córdoba Oro | Nicaragua              | Der Córdoba ist benannt nach dem Konquistadoren Francisco Hernández de Córdoba, dem Gründer der Städte Santiago de Granada und Santiago de León de los Caballeros. Oro heißt übersetzt Gold.                                                |

## D
| Währung | Verbreitung | Bedeutung / Herkunft |
| ------- | --- | --- |
| Dalasi  | Gambia | Der Dalasi leitet sich von der einheimischen Aussprache des Wortes „Dollar“ ab. |
| Denar   | Mazedonien | Der Denar (lat. denarius) war die Hauptsilbermünze Roms von ca. 211 v. Chr. bis in das 3. Jahrhundert n. Chr. Im Mittelalter war der Denar gleichbedeutend mit dem Pfennig. Dies erklärt auch die Abkürzung „d“, die bis 1971 in Großbritannien für den alten Penny gebräuchlich war. Der Name Denar oder Denarius leitet sich aus dem lateinischen deni (je zehn) ab. |
| Dinar   | Algerien Bahrain Irak Jordanien Kuwait Libyen Serbien Tunesien historisch: Jugoslawien                                               | Die Benennung Dinar (in Arabisch und Persisch: دينار) leitet sich aus dem lateinischen Denarius (aureus) ab. Der Denar (lat. denarius) war die Hauptsilbermünze Roms von ca. 211 v. Chr. bis in das 3. Jahrhundert n. Chr. Im Mittelalter war der Denar gleichbedeutend mit dem Pfennig. Dies erklärt auch die Abkürzung „d“, die bis 1971 in Großbritannien für den alten Penny gebräuchlich war. Der Name Denar oder Denarius leitet sich aus dem lateinischen deni (je zehn) ab. |
| Dirham  | Marokko Vereinigte Arabische Emirate                                                                                                 | Der Dirham (درهم) geht zurück auf die Drachme des Byzantinischen Reichs. |
| Dobra   | São Tomé und Príncipe | Nach dem Vorbild der spanischen Dublone geprägtes goldenes 2-Escudos-Stück. |
| Dollar  | Australien Hongkong Kanada Kiribati Liberia Namibia Nauru Neuseeland Ostkaribische Währungsunion Simbabwe Singapur Taiwan Tuvalu USA | Der Begriff „Dollar“ wird auf die Währungsbezeichnung Taler zurückgeführt, mit welcher englische Kaufleute im Zuge des Seehandels mit Norddeutschland (nord-dt. Aussprache „Doller“ oder „Daller“ für „Taler“) in Kontakt kamen. Ursprünglich bezeichnete das englische Wort Dollar Großsilbermünzen. Zunächst wurde die englische Crown aus dem 16. Jahrhundert im Volksmund Dollar genannt. In den nordamerikanischen Kolonien, die außer den Münzen von Massachusetts keine eigene Prägung besaßen, zirkulierten Münzen verschiedener europäischer Länder. Das mexikanische Acht-Reales-Stück (Peso de à ocho) war am weitesten verbreitet und wurde als spanischer Dollar bezeichnet. 1792 wurde per Gesetz der Dollar als Währungseinheit der USA festgelegt. Über die Entstehung des Abkürzungszeichens des US-Dollars, ein ($) oder zwei über den Buchstaben S gelegte senkrechte Striche, gibt es verschiedene Theorien: Eine geht vom Münzbild des „spanischen Dollars“ aus, bei dem die um die Säulen des Herkules gewundenen Spruchbänder Anlass für die Abkürzung waren. Wahrscheinlich aber ist das Zeichen eine Übereinanderschreibung der Anfangsbuchstaben U und S von United States, wobei durch Weglassung des unteren Querstrichs des U das $ entstanden sei. Eine andere Erklärung sieht in dem Dollar-Zeichen eine Ligatur für Peso (ps). |
| Đồng    | Vietnam | Đồng (Währungssymbol: ₫) ist der Name der Währung in Vietnam. Der Name ist von der vietnamesischen Beschriftung „Thong Bun“ auf den Münzen des 18. und 19. Jahrhunderts abgeleitet, was so viel wie Geld bzw. Kurantmünze bedeutet. |
| Drachme | historisch: Griechenland | Die antike Drachme (eigentlich altgriechisch δραχμή Drachme= das Gefasste; Währungssymbol: ₯) bezeichnet eine Gewichts- und Münzeinheit aus Silber, die seit der Antike bis zur Einführung des Euro 2001 in Gebrauch war. Die ursprüngliche Bedeutung leitet sich von „greifen, was die Hand umfassen kann“ ab und geht auf das vormünzliche Gerätegeld zurück. Damals liefen auf dem Peloponnes kleine eiserne Spießchen, sog. Obeliskoi, als Zahlungsmittel um, von denen sechs von einer Hand umfasst werden konnten. |
| Dram    | Armenien | Der Name leitet sich vermutlich her von der Drachme, weniger vom Dirhem, auf den gelegentlich verwiesen wird. |
| Dublone | historisch | Eine Dublone (auch Duplone), ist eine spanische Goldmünze im Wert von zwei Escudos, mit einem Gewicht von 6,77 g. Sie wurde von 1537 bis 1833 geprägt. Nach ihrem Vorbild richteten sich zahlreiche andere Goldmünzen, so der Louis d’or in Frankreich, der Friedrich d’or in Preußen und die Schweizer Dublone. |
| Dukaten | historisch | Dukaten wurden seit 1284 in Venedig geprägt und leiten ihren Namen her von dem aufgeprägten Wort „ducatus“ („duca“), dem italienischen Wort für Herzog. |

## E
| Währung | Verbreitung | Bedeutung / Herkunft |
| ------- | --- | --- |
| Écu     | historisch: Frankreich | Mit Écu wurden französische Gold- und Silbermünzen vom Mittelalter bis zum 18. Jahrhundert bezeichnet. Der Name für den Écu leitet sich wie der Escudo vom auf der Münze abgebildeten Wappenschild ab. Goldmünzen – auch „Écu d’or“, (die Königsbüste zeigend:) „Louis d’or“ oder im Deutschen in Anspielung auf die ab 1703 auf den Münzen abgebildete Sonne als Symbol des Sonnenkönigs: „Sonnen-Pistole“ genannt – wurden in die Silbereinheit livre (= Pfund) geprägt. |
| Escudo  | Kap Verde historisch: Portugal | Das portugiesische Wort Escudo bedeutet Schild und leitet sich von dem Wappen auf den Münzen ab. |
| Euro    | Andorra Belgien Deutschland Estland Finnland Frankreich Griechenland Irland Italien Kroatien Kosovo Lettland Litauen Luxemburg Malta Monaco Montenegro Niederlande Österreich Portugal San Marino Slowakei Slowenien Spanien Vatikanstadt Zypern | Der Ecu (European Currency Unit = Europäische Währungseinheit) war als Verrechnungseinheit der Vorläufer des Euro. Der Name Euro für die europäische Währung wurde am 16. Dezember 1995 vom Europäischen Rat in Madrid festgelegt. Vor diesem Datum waren auch andere Namen im Gespräch: Wichtige Kandidaten waren dabei europäischer Franken, europäische Krone und europäischer Gulden. Durch die Verwendung eines bereits bekannten Währungsnamens sollte dabei Kontinuität signalisiert werden und das Vertrauen der Bevölkerung in die neue Währung gefestigt werden. Darüber hinaus hätten einige Teilnehmerländer den bisherigen Namen ihrer Währung beibehalten können. Frankreich liebäugelte auch mit „Ecu“, dem Namen der alten Verrechnungswährung. Allerdings scheiterten alle diese Vorschläge an den Vorbehalten einzelner Länder. Als Reaktion wurde daraufhin vom deutschen Finanzminister Theodor Waigel der Name „Euro“ vorgeschlagen. Das Eurozeichen € ist ein großes, aber rundes E, welches in der Mitte zwei waagerechte Striche besitzt (oder auch wie ein C mit einem Gleichheitszeichen (=) kombiniert). Es erinnert an den griechischen Buchstaben Epsilon (ε) und damit an den antiken Ursprung Europas. Die zwei geraden Striche stehen für die Stabilität des Euro und des europäischen Wirtschaftsraums; vor allem aber symbolisieren sie die Gleichheit der Völker. Der Bogen soll eine Brücke versinnbildlichen, welche wiederum für die Überwindung der Gegensätze und die Gemeinsamkeit steht. Aus diesem Grunde sind auch auf allen Euro-Scheinen Brücken abgebildet. |

## F
| Währung         | Verbreitung                                                            | Bedeutung / Herkunft |
| --------------- | ---------------------------------------------------------------------- | --- |
| Fils            | Jordanien                                                              | |
| Fillér          | Ungarn                                                                 | leitet sich sprachlich von Heller ab, siehe dazu unten. |
| Florin          | Aruba                                                                  | siehe auch: Gulden |
| Forint          | Ungarn                                                                 | siehe auch: Gulden |
| Franc / Franken | Schweiz Liechtenstein Burundi CFA-Franc Dschibuti Guinea Komoren Kongo | Franc ist eine Münz- und Währungsbezeichnung aus Frankreich, welche sich auf andere frankophone Länder ausgeweitet hat. Im Spätmittelalter, zur Zeit des Hundertjährigen Krieges, wurde in Frankreich eine Goldmünze mit dem Namen Franc d’or geprägt. Im 16. und 17. Jahrhundert war der Franc eine Silbermünze (Franc d’argent). 1795 wurde der französische Franc als einheitliche, dezimal unterteilte, reformierte Währung als Ablösung der vorherigen inflationär verfallenen Assignaten-Livre-Währung eingeführt. Die Währungsbezeichnung verbreitete sich danach in andere europäische Staaten und in französische Kolonien. Der CFA-Franc ist die Währung in 14 afrikanischen Staaten. Bis zur Einführung des Euro war der Franc der Name der offiziellen Währung in Belgien Luxemburg Frankreich |

## G
| Währung  | Verbreitung                                     | Bedeutung / Herkunft |
| -------- | ----------------------------------------------- | --- |
| Gourde   | Haiti                                           | Der Name ist vom spanischen „gordo“ (dick, groß) abgeleitet. |
| Guaraní  | Paraguay                                        | Die Guaraní sind ein indianisches Volk, das bereits in präkolumbischer Zeit als Ackerbauern im mittleren Südamerika siedelte und somit zu den indigenen Völkern Südamerikas zählen. Ihre Siedlungsgebiete gehören heute zu Paraguay, Argentinien und Brasilien. In Paraguay stellen sie heute etwa 1 % der Bevölkerung, ihre Sprache ist Erstsprache von 86 % der Bevölkerung. |
| Guinee   | historisch: England Großbritannien              | Die (Gold-)Guinee war zunächst nur eine englische, seit dem Act of Union von 1707 aber eine gesamtbritische Goldmünze. Von 1663 bis 1816 in Umlauf, wurde sie als erste Münze maschinell produziert. Benannt war sie nach der goldreichen Region Guinea, von wo der Großteil des zur Münzprägung verwendeten Goldes stammte. Die Abkürzung ist 1g oder 1gn (Mehrzahl: 3gs bzw. 3gns usw.). Der Wert entsprach ursprünglich 20 Schilling bzw. einem Pfund Sterling. Der Umrechnungskurs zur Silbereinheit Pfund Sterling schwankte jedoch mit dem Gold-und-Silber-Preisverhältnis. Seit 1717 wurde die Guinee traditionell mit 21 Schilling angesetzt. Nach Außerkurssetzung der Münze blieb die Guinee, noch bis in die jüngere Gegenwart hinein, eine Rechnungswährung. |
| Gulden   | historisch: Niederlande Suriname Süddeutschland | Der Gulden (abgeleitet von „golden“ oder „goldener“) ist eine früher gebräuchliche Münze (ursprünglich aus Gold, daher der Name, später auch aus Silber) und eine Währungseinheit in mehreren Staaten. Die reguläre Abkürzung ist fl. oder f. für Fiorino, lateinisch florenus aureus, französisch Florin. Sie leitet sich vom Florentiner Goldgulden ab, der im 13. Jahrhundert Europa eroberte. |
| Groschen | historisch: Deutschland Österreich              | Groschen ist die Bezeichnung für verschiedene Münzen. Das Wort ist dem italienischen „denaro grosso“ oder der lateinischen Bezeichnung des Turnosen entlehnt: dem „grossos denarius Turnosus“, zu Deutsch dem „dicken Denar (von Tours)“. Häufig wurde der Groschen in älteren Dokumenten als gl abgekürzt. |

## H
| Währung | Verbreitung                        | Bedeutung / Herkunft |
| ------- | ---------------------------------- | --- |
| Heller  | Tschechien historisch der Slowakei | Der Name der im Mittelalter in Deutschland weit verbreiteten Münze ist von ihrer ursprünglichen Prägestätte Schwäbisch Hall abgeleitet, meint also eigentlich „Haller Pfennig“. Während im Zuge der Euroeinführung in der Slowakei Heller und Krone ersetzt wurden, existiert zumindest in Tschechien der Heller in Form von Preisen weiter. Allerdings wurden alle Heller-Münzen eingezogen, bei Barzahlung im Einzelhandel wird kaufmännisch auf- und abgerundet.                                                                                   |
| Hrywnja | Ukraine                            | Das Wort „Hrywnja“ (гривня) bedeutet (Pferde-)Mähne, eine Hrywnja könnte also etwa dem Gegenwert eines Pferdes entsprochen haben. Es wurden auch kleinere Währungseinheiten benutzt, die jeweils dem Wert der Pelze unterschiedlicher Tiere entsprachen: Nogata (Bär oder Wolf), Kuna (Nerz oder Zobel), Wekscha (Eichhörnchen). Es galt: 1 Hrywnja = 20 Nogata = 25 Kuna = 100 Wekscha. Später war Hrywnja als Bezeichnung für Kupfermünzen (2,5 oder 3 Kopeken), oder Hrywenik (гривеник) für eine Silbermünze im Wert von 10 Kopeken gebräuchlich. |

## K
| Währung | Verbreitung                                                                          | Bedeutung / Herkunft |
| ------- | ------------------------------------------------------------------------------------ | --- |
| Käsch   | historisch: China                                                                    | Das Wort „Käsch“ leitet sich von dem Sanskrit-Begriff करब „karsha“ (= kleine Münze mit bestimmtem Gewicht) und dem Tamil-Wort „kasu“ (= kleines Geldstück) her. |
| Kina    | Papua-Neuguinea                                                                      | Die Bezeichnung Kina leitet sich von der Kinamuschel, einem traditionellen Zahlungsmittel im Hochland von Neuguinea, ab. |
| Krone   | Dänemark Island Norwegen Schweden Tschechische Republik historisch: Estland Slowakei | Krone bezieht sich meist auf die Kronen als Herrschaftssymbol, die auf vielen Münzen aufgeprägt waren und sind. Auch auf der aktuellen schwedischen Ein-Kronen-Münze ist ein Bild des Staatswappens mit einer Krone abgebildet. Das Wort Krone stammt von lateinisch corona (= der Kranz), griechisch κορώνα (= Kranz, Krone). Dass die meisten skandinavischen Länder die Krone als Währungseinheit haben, rührt daher, dass einige von ihnen Mitglied der Skandinavischen Währungsunion waren. |
| Kuna    | historisch: Kroatien                                                                 | Das kroatische Wort Kuna bedeutet Marder. Der Name stammt von der mittelalterlichen Verwendung von Marderfellen für den Handel, und die Zahlung von Abgaben in den kroatischen Provinzen Slawonien und dem Küstenland. Marder-Abbildungen fanden sich Anfang des 13. bis Ende des 14. Jahrhunderts auf den damaligen Banovci-Münzen. |
| Kwacha  | Malawi Sambia                                                                        | Kwacha kommt vom Bemba-Wort für Morgendämmerung, Anbruch und spielt auf den Slogan „der neue Anbruch der Freiheit“ an. |
| Kwanza  | Angola                                                                               | Der Kwanza ist ein Fluss in Angola. |
| Kyat    | Myanmar                                                                              | |

## L
| Währung | Verbreitung                                              | Bedeutung / Herkunft |
| ------- | -------------------------------------------------------- | --- |
| Lari    | Georgien                                                 | Das Wort Lari (georgisch ლარი) bedeutet im Georgischen sowohl Schatz als auch Eigentum. |
| Lek     | Albanien                                                 | Lek bedeutet im albanischen Sprachgebrauch ganz allgemein Geld. |
| Lempira | Honduras                                                 | Lempira (ca. 1499–1537) war ein Häuptling der Lenca und kämpfte gegen die spanischen Eroberer. |
| Leu     | Moldawien Rumänien                                       | Leu bedeutet im Moldawischen und im Rumänischen Löwe. |
| Lew     | Bulgarien                                                | Das Wort Lew bedeutet ursprünglich Löwe. Diesen Namen bekam das bulgarische Geld, weil auf den Münzen das bulgarische Wappen mit dem Löwen aufgeprägt war. |
| Lira    | Türkei historisch: Italien Malta San Marino Vatikanstadt | Das Wort Lira leitet sich von dem lateinischen Wort libra (= Pfund) her. Libra war der Eigenname des römischen Pfundes als Gewichtseinheit und entsprach einem Gewicht von 327,45 Gramm. Das Pfund wiederum leitet sich vom lateinischen pondus (Gewichtsstück) ab. Die Gewichtseinheit wurde auch zum Wiegen von Edelmetall genutzt und so zur Währungseinheit. |
| Litas   | historisch: Litauen                                      | Der Litas existierte bereits in den Jahren 1922–1940. 1993 löste er die Übergangswährung Talonas ab, die ein Jahr lang den russischen Rubel ersetzt hatte. Der Name leitet sich vom Landesnamen ab. |

## M
| Währung | Verbreitung                                          | Bedeutung / Herkunft |
| ------- | ---------------------------------------------------- | --- |
| Manat   | Aserbaidschan Turkmenistan                           | Das Wort Manat ist eine Entlehnung des russischen Wortes moneta („manjeta“) in der Bedeutung von Münze und geht letztlich auf das lateinische moneta (Monete). zurück |
| Mark    | Bosnien-Herzegowina historisch: Deutschland Finnland | Mark war im Mittelalter ein „mit einer Marke versehener Silberbarren“ und seit dem 9. Jahrhundert eine Gewichtseinheit (etwa ein halbes Pfund), die das ältere Pfund verdrängte. Im Jahr 1998 wurde in Bosnien-Herzegowina die Konvertible Mark eingeführt, die auf die D-Mark zurückgeht. |

## N
| Währung  | Verbreitung | Bedeutung / Herkunft |
| -------- | ----------- | --- |
| Nakfa    | Eritrea     | Die Währung ist benannt nach der Stadt Nakfa im Norden von Eritrea. |
| Ngultrum | Bhutan      | Der Ngultrum (དངུལ་ཀྲམ) (Das Dzongkha-Wort dNgul Tam bedeutet „Silbermünze“) und ist seit der Währungsreform 1974 die Bezeichnung für die erste offizielle Währung des Königreiches Bhutan. |

## O
| Währung | Verbreitung              | Bedeutung / Herkunft |
| ------- | ------------------------ | --- |
| Obolus  | historisch: Griechenland | Obolus geht wie das Wort Obelisk auf das altgriechische Wort obélos (= Bratspieß) zurück. Vermutlich hatten die ersten Münzen dieser Art eine spitze Form. Der Begriff Obolus wird heute im übertragenen Sinn für einen kleinen Geldbetrag gebraucht. Diese kleine Münze wurde den Toten als Grabbeigabe unter die Zunge gelegt als Fährgeld für die Überfahrt in das Totenreich des Hades. Es war eine Pflicht, diese Münze den Toten mitzugeben. |
| Øre     | Skandinavien             | Vom römischen Aureus abgeleitet. |
| Ouguiya | Mauretanien              | Die Bezeichnung Ouguiya ist gleichbedeutend mit Piaster. |

## P
| Währung | Verbreitung                                                                         | Bedeutung / Herkunft |
| ------- | ----------------------------------------------------------------------------------- | --- |
| Paʻanga | Tonga                                                                               | Der Name Pa'anga geht auf die Samen der Meerbohne (Entada scandens) zurück, die in einem alten Spiel als Figuren benutzt wurden. Fīnau Fangupō hielt den Inhalt der Schatztruhe der Port-au-Prince für solche Spielfiguren. |
| Pataca  | Macau                                                                               | Ursprünglich Bezeichnung portugiesischer Kolonialmünzen. Der Name leitet sich von dem einst in Asien weit verbreiteten mexikanischen Silberdollar ab, dessen portugiesischer Name Pataca Mexicana lautete. Bis 1959 war die Währung in Portugiesisch-Timor ebenfalls ein Pataca, der dann allerdings vom Escudo ersetzt wurde. |
| Penny   | England                                                                             | siehe Pfennig |
| Peseta  | historisch: Spanien                                                                 | Der Name leitet sich vom katalanischen Wort „peceta“ (Diminutiv von „peça“) ab, was so viel wie „kleines Stück“ heißt. |
| Peso    | Argentinien Chile Dominikanische Republik Kolumbien Kuba Mexiko Philippinen Uruguay | Peso kommt von dem spanischen Wort für Gewicht, abgekürzt: $ und ist die Kurzform für Peso de a ocho, d. h. Gewicht von acht, wobei Real zu ergänzen ist, also das Stück im Gewicht von acht Reales. |
| Pfennig | historisch: Deutschland                                                             | Der in Westeuropa seit dem frühen Mittelalter verbreitete Pfennig, Penning oder Penny hat seinen Namen evtl. nach dem lat. „Panna“ = „Schüssel, Pfanne“. |
| Pfund   | Ägypten Großbritannien Guernsey Jersey Insel Man Libanon Sudan Südsudan Syrien      | Das Währungssymbol ist £ (oder L) und leitet sich vom lateinischen libra (Pfund) her. Der Name Sterling kommt von einer gleichnamigen alten englischen Silbermünze von 1,555 Gramm (1/240 Pfund). Entweder leitet sich der Name von „easterling“ (Ostling) ab und bezog sich auf die Münzen der (von England aus östlich gelegenen) norddeutschen Hansestädte, oder er kommt von „star“ oder „starling“, da Sterne oder Stare auf manchen mittelalterlichen englischen Münzen erscheinen. |
| Piaster | Ägypten Jordanien                                                                   | Piaster ist die Bezeichnung einer alten spanischen Münze von hohem Wert. Diese Währungsbezeichnung war auch im ehemals spanischen Amerika gebräuchlich. Ägypten und Jordanien benutzen diese Währungsbezeichnung (arab. قرش qirsch, Plural قروش qurūsch) als kleinste Währungseinheit für das ägyptische Pfund bzw. den jordanischen Dinar. |
| Pula    | Botswana                                                                            | Die Währung wurde nach dem Staatsmotto „Pula“, was so viel wie „Regen“ heißt, bzw. nach einem feierlicher Willkommensgruß (etwa: „Es möge Regen kommen!“) benannt. Das Wort stammt aus der Sprache der Tswana. |

## Q
| Währung | Verbreitung | Bedeutung / Herkunft |
| ------- | ----------- | --- |
| Quetzal | Guatemala   | Seinen Namen erhielt der Quetzal nach dem langschwänzigen Tropenvogel, der auch im Staatswappen Guatemalas abgebildet ist. Das Wort Quetzal kommt auch in Quetzalcoatl, der gefiederten Schlange, vor. |

## R
| Währung         | Verbreitung                                          | Bedeutung / Herkunft |
| --------------- | ---------------------------------------------------- | --- |
| Rand            | Südafrika                                            | Rand ist das Afrikaans-Wort für Bergkette. In Witwatersrand (dt. Weißwasser-Bergkette) war ein Name für Gauteng, die Region bei Johannesburg, in der Gold abgebaut wurde. |
| Renminbi        | Volksrepublik China                                  | Renminbi (人民币) bedeutet Volkswährung (renmin = Volk + bi = Währung). Die internationale Bezeichnung ist Yuan (siehe dort). |
| Real Rial Riyal | Brasilien Iran Jemen Katar Oman Saudi-Arabien        | Der Name Real stammt vom lateinischen Wort für königlich. Die gleichnamige, seit dem 1. Juli 1994 in Brasilien gültige Währungseinheit leitet sich vom gleichlautenden Wort für wirklich ab. In den Ländern Arabiens bezeichnet Ryal oder Rial ursprünglich die (europäischen) Großsilbermünzen (Taler, Peso). Im Iran ersetzte der Rial (ریال) eine ältere Währung namens Toman. |
| Ringgit         | Malaysia                                             | Das malaiische Wort Ringgit bedeutet gezackt und bezieht sich auf die gezackten Ränder der spanischen Silberdollar, die einmal in Südostasien als Zahlungsmittel verwendet wurden. |
| Rubel           | Russland Belarus                                     | Vermutlich ist der Ausdruck Rubel vom russischen „rubitj“ abgeleitet und bezieht sich auf das Abschlagen von Teilen größerer Silberbarren. |
| Rufiyaa         | Malediven                                            | Landessprachliche Bezeichnung der Malediven-Rupie. |
| Rupiah          | Indonesien                                           | Der Name Rupiah leitet sich von der indischen Rupie her, die im Zweiten Weltkrieg von den japanischen Besatzern eingeführt wurde. Von 1610 bis 1817 wurde in Niederländisch-Indien der Niederländische Gulden verwendet. |
| Rupie           | Indien Mauritius Nepal Pakistan Seychellen Sri Lanka | Das Wort रूप्य rūpya (Währungssymbol: ₨) kommt aus dem Sanskrit und bedeutet „verarbeitetes Silber“. Die Rupie (engl. Rupee) ist in Indien unter verschiedenen Bezeichnungen bekannt. Dazu gehören unter anderem: Taka, Tanka, Rubai and Rupaye. |

## S
| Währung   | Verbreitung                                                       | Bedeutung / Herkunft |
| --------- | ----------------------------------------------------------------- | --- |
| Schekel   | Israel                                                            | Shekel oder Sheqel (Währungssymbol: ₪) leitet sich in den semitischen Sprachen von der Bezeichnung für „Wiegen“ ab. Ursprünglich war der Schekel ein Gewicht von einer Unze. 60 Schekel gingen auf eine Mine. Die hebräische Bezeichnung ist „שקל חדש“ („Scheqel Chadasch“), und wird gewöhnlich ש"ח („schach“) abgekürzt. Das Währungssymbol ₪ ist eine Kombination der ersten beiden Buchstaben der Wörter sheqel (ש) und chadash (ח). |
| Schilling | historisch: Österreich                                            | Die Herkunft des Wortes Schilling ist nicht sicher geklärt. Im Gotischen bezeichnete es die römische Goldmünze (Solidus), die auch als Schmuck getragen wurde. Möglicherweise kommt es auch vom germanischen Wort Skildulingaz, was schildartiges Ding, bzw. Schild-ling bedeutet. Spätere Schillinge tragen auch offiziell als lateinische Bezeichnung den Namen Solidus.                                                               |
| Sesterz   | historisch im Römischen Reich                                     | Der Name ist abgeleitet von semis tertius (Dritthalber = 2 ½) ist eine Münze der römischen Republik- und Kaiserzeit. Der Sesterz wurde ursprünglich als Silbermünze zu 2 ½ Asses zusammen mit dem Denar (10 Asses) und dem Quinar (5 Asses) um 211 v. Chr. eingeführt. |
| Shilling  | historisch: Großbritannien heute in Kenia Somalia Tansania Uganda | Die Länder, in denen die Währung „Shilling“ heute noch verwendet wird, sind ehemalige Kolonien von Großbritannien, wo der Shilling bis 1970, vor der Umstellung auf das Dezimalsystem, in Gebrauch war. Das Wort geht wie „Schilling“ auf Bezeichnungen wie „Skullinger“, „Skilligs“ oder „Scilling“ zurück, die germanische Völker für den byzantinischen Solidus verwendeten.                                                          |
| Sol       | Peru                                                              | In Peru wählte man 1863 den Namen Sol in der Bedeutung „Sonne“ (Symbol des Landes schon seit der Inkazeit) als Währungseinheit. Aufgrund der hohen Inflation ging Peru 1985 zum Inti (Bedeutung: „Sonne“ in der Inkasprache Quechua) über. |
| Som       | Kirgisistan                                                       | Das Wort som bedeutet in vielen Turksprachen rein und impliziert reines Gold. |
| Somoni    | Tadschikistan                                                     | Der Name Somoni ist von der persischen Dynastie der Samaniden abgeleitet. Die Währung wurde nach dem tadschikischen Vater der Nation, dem Samanidenherrscher Ismail Somoni, benannt. |
| Sucre     | Ecuador                                                           | Der Sucre ist benannt nach dem Unabhängigkeitskämpfer Marschall Antonio José de Sucre, der 1822 die spanischen Truppen in die Flucht geschlagen hatte. |
| Sum       | Usbekistan                                                        | Das Wort som bedeutet in vielen Turksprachen rein und impliziert reines Gold. |

## T
| Währung     | Verbreitung                                                  | Bedeutung / Herkunft |
| ----------- | ------------------------------------------------------------ | --- |
| Taka        | Bangladesch                                                  | Das Wort taka (৳৫) kommt aus dem Sanskrit und bezeichnet eine alte Silbermünze. |
| Tala        | Samoa                                                        | Tala ist die samoanische Bezeichnung des Dollars. |
| Talent      | historisch: Babylonien                                       | Talent leitet sich vom griechischen Wort talanton (= Waage, Gewicht) her. Durch das Neue Testament gewann die Bezeichnung einer Währungseinheit die Nebenbedeutung „anvertrautes, Vermögen, anvertrautes Gut“. (Vgl.: Matthäus 25, 14-19: „Denn es ist wie bei einem Menschen, der außer Landes reiste, seine eigenen Knechte rief und ihnen seine Habe übergab: und einem gab er fünf Talente, einem anderen zwei, einem anderen eins, einem jeden nach seiner eigenen Fähigkeit, und reiste außer Landes …“) |
| Taler       | historisch im Heiligen Römischen Reich und im Deutschen Bund | Der Taler, ursprüngliche Schreibweise Thaler, war ein größeres Geldstück aus Silber, das dem Guldengroschen entsprach. Da dieser nach Entdeckung der bedeutenden Silbervorkommen in Joachimsthal in Böhmen in großer Menge dort von den Herren von Schlick geprägt wurde, setzte sich für die Münze umgangssprachlich zuerst der Name Joachimsthaler, dann vereinfacht Thaler, durch. Später verstand man unter Taler alle großen Silbermünzen, die mehr als ein Lot wogen. Größere Bedeutung erlangte der Taler mit den Reichsentscheiden des 16. Jahrhunderts, die ihn als Reichstaler neben dem Gulden zur offiziellen Reichswährung erhoben. Der Taler hieß dänisch, norwegisch und schwedisch Daler, niederländisch Daler, später Daalder, portugiesisch Dolera, englisch Dollar, tschechisch und slowenisch Tolar und russisch Талер Taler. |
| Tenge Teňňe | Kasachstan Turkmenistan                                      | Das Wort Tenge ist verwandt mit dem russischen Wort „деньги“ (= Geld), welches selbst wiederum aus dem Türkischen entlehnt wurde und dort „Waage“ (türk. Waage: terazi = Waage mit zwei Waagschalen/Sternzeichen, auch: kantar = Lauf- oder Schnellgewichtswaage/Dezimalwaage, baskül = Brücken-, Dezimalwaage) bedeutet. Ursprünglich kommt das Wort aber über das mongolische Wort „tekh(e)“ vom chinesischen dengzi (= Waage). |
| Tolar       | historisch: Slowenien                                        | abgeleitet von Taler |
| Toman       | historisch: Persien                                          | Goldmünze, heute bezeichnet ein Toman zehn iranische Rial. |
| Tögrög      | Mongolei                                                     | Der Tögrög oder Tugrik (Währungssymbol: ₮, mongolisch: „төгрөк“) bedeutet in etwa das Runde. Ein Tögrög entspricht hundert Möngö. |

## W
| Währung | Verbreitung        | Bedeutung / Herkunft |
| ------- | ------------------ | --- |
| Won     | Nordkorea Südkorea | Der Won (Hangeul: 원; Hanja: 圓; Währungssymbol: ₩) ist die Währung in beiden koreanischen Staaten und bedeutet wie der chinesische Yuan und der japanische Yen einfach nur rundes Ding. |

## Y
| Währung  | Verbreitung               | Bedeutung / Herkunft |
| -------- | ------------------------- | --- |
| Yen Yuan | Japan Volksrepublik China | Der Yen wurde ursprünglich genauso geschrieben wie der chinesische Yuan (圓). Die moderne japanische Schreibung benutzt ein anderes Zeichen (円) als die vereinfachte chinesische Schrift (元). Yen/Yuan bedeutet wörtlich „runder Gegenstand“. Die Darstellung im lateinischen Alphabet (¥) ist bei beiden Währungen gleich, allerdings tendiert die Volksrepublik China zu der Schreibweise mit nur einem Querstrich. Die internationale Schreibweise des Yen und die Aussprache mit „Y“ am Wortanfang beruhen auf der historischen Aussprache. |

## Z
| Währung | Verbreitung | Bedeutung / Herkunft |
| ------- | ----------- | --- |
| Złoty   | Polen       | Der Polnische Złoty, Złoty Polski (von polnisch złoto = Gold; Mehrzahl: złote oder złotych, je nach Anzahl; also „Gulden“), war schon die Bezeichnung der Währung des Königreichs Polen vom 14. bis zum 19. Jahrhundert. |